# Timm Klose
Timm Klose (Frankfurt am Main, 9 de maio de 1988) é um futebolista profissional suíço que atua como defensor, atualmente defende o Basel.

## Carreira
Timm Klose fez parte do elenco da Seleção Suíça de Futebol da Olimpíadas de 2012.
Pela Seleção Suíça, jogou 12 partidas, não marcando nenhum gol.